# Lucien Gasser
Pour les articles homonymes, voir Gasser.
Lucien Marcel Gasser (2 février 1897 à Pompey - 14 février 1939 à Malzéville) est un as de l'aviation français de la Première Guerre mondiale, au cours de laquelle il remporte dix victoires aériennes homologuées.

## Première Guerre mondiale
Le 21 août 1914, Gasser s'engage comme volontaire dans l'armée pour la durée du conflit, en tant que soldat de 2e classe. Il est affecté à l'artillerie au sein du 8e régiment d'artillerie. Le 7 mars 1915, il est promu au grade de brigadier ; le 10 février 1917, il est à nouveau promu au grade de maréchal-des-logis. Le 25 mai 1917, Gasser commence une formation de pilote à Dijon. Après avoir obtenu son brevet de pilote militaire no 8126, le 22 août 1917, il part suivre une formation complémentaire avant d'être assigné à l'Escadrille 87, le 1er janvier 1918.
Gasser vole sur un SPAD lorsqu'il remporte sa première victoire, le 16 février 1918. Il en remportera quatre nouvelles en mars 1918, devenant un as le 27 mars. Le 23 avril 1918, il est promu au grade d'adjudant. Lorsqu'il reçoit la Médaille militaire, le 16 juin, Gasser est crédité de sept victoires. Le 7 juillet, il remporte sa dernière victoire. Finalement, Gasser abattra six avions ennemis, il partagera trois victoires avec d'autres pilotes français et abattra un ballon d'observation allemand. Huit jours plus tard, le 15 juillet 1918, il est sévèrement blessé à la jambe gauche et doit se faire amputer. Le 3 août, il est fait chevalier de la Légion d'honneur.
À la fin de la guerre, il est décoré de la Médaille militaire, de la Croix de guerre avec sept palmes et une étoile de vermeil, et de cinq citations à l'ordre de l'armée britannique.

## Après-guerre
Gasser est fait Commandeur de la Légion d'honneur. Il meurt dans un accident d'avion le 14 février 1939.

## Ouvrages
- (en) Norman L. R. Franks et Frank W. Bailey, Over the front : a complete record of the fighter aces and units of the United States and French Air Services, 1914-1918, Londres, Grub Street, 1992, 228 p. (ISBN 978-0-948817-54-0 et 0-948-81754-2, lire en ligne).